# Jethro Tull
Jethro Tull ist eine 1967 gegründete britische Rockband. Ständiges Mitglied und Bandleader ist der Komponist, Multiinstrumentalist und Sänger Ian Anderson (Gesang, Querflöte, Saxophon, Tin Whistle, Mundharmonika, akustische Gitarre, Mandoline und andere).
Bei keiner anderen erfolgreichen Rockband spielt die Querflöte in der Musik eine vergleichbar zentrale Rolle wie bei Jethro Tull. Charakteristisch sind perfektionierte Techniken des forcierten Ausdrucks, etwa scharfes Anblasen, Flatterzunge und gleichzeitiger Stimmeinsatz. Der musikalische Stil der Band wird weithin dem Progressive Rock und Hard Rock und partiell dem Blues- und Folk-Rock zugeordnet. Zudem verarbeitete Jethro Tull Einflüsse aus Jazz, Weltmusik und elektronischer Musik.

## Bandgeschichte

### Frühe Jahre
Im November 1967 wurde Jethro Tull von Ian Anderson, Mick Abrahams, Glenn Cornick und Clive Bunker in Blackpool, damals Teil der Grafschaft Lancashire, gegründet. Anfangs trat sie unter der Bezeichnung The Four Fingers auf. Als sie das erste Mal im legendären Londoner Marquee Club gebucht wurde, hatte sie ein historisch versierter Buchungsagent „Jethro Tull“ genannt, und dabei blieb es. Jethro Tull lebte im 18. Jahrhundert und gilt als einer der Begründer der modernen Landwirtschaft.
Zu Beginn ihrer Laufbahn tourten Jethro Tull durch zahlreiche Musikclubs in England. Im Marquee Club spielte die Formation regelmäßig und fand schnell eine Fangemeinde. Beim Sunbury Jazzfestival im Sommer 1968 kam der Durchbruch für Jethro Tull.
Das erste Album This Was (1968) war sehr bluesorientiert, doch sind mit dem markanten Gesang und der Querflöte Ian Andersons bereits einige Aspekte des späteren Stils präsent. Nach dem Ausstieg des auf den Blues fokussierten Gitarristen Mick Abrahams, der auf dem Debütalbum etwa den gleichen Anteil am Songwriting hatte wie Ian Anderson, wurde das musikalische Spektrum deutlich erweitert. Exemplarisch sei die Adaption der Bourrée aus der Suite für Laute in e-Moll (BWV 996) von Johann Sebastian Bach genannt, die sich auf dem zweiten Album Stand Up (1969) weit vom Bluesrock des Erstlings entfernt: Zunächst das Bach-Thema andeutend, entwickelt sich eine treibende, präzise Jazzrock-Nummer mit einem Flötensolo.
Eine der wenigen kommerziell erfolgreichen Single-Veröffentlichungen ist der frühe Song Living in the Past von 1969 im 5/4-Takt. Im selben Jahr tourte die Band mehrmals in den USA und wurde auch dort bekannt. 1970 erschien das Album Benefit.
Ihren größten Erfolg erreichte die Band mit dem Album Aqualung (1971), auf dem auch der Titel Locomotive Breath enthalten war.

### Progressive Rock (1972–1976)
Auf dem Nachfolgealbum Thick as a Brick (1972) wurden verschiedene musikalische Themen zu einer größeren musikalischen Einheit zusammengefasst. Mit A Passion Play wurde 1973 ein weiteres, kommerziell weniger erfolgreiches Konzeptalbum veröffentlicht. Die darauf erreichte Komplexität polarisierte Fans und Kritiker – von krasser Ablehnung bis zur Einschätzung als dem wichtigsten Album der Band. Die nachfolgenden Alben wurden wieder in Form einzelner Songs strukturiert, wobei bis 1980 neben wenigen eingängigeren Liedern vor allem komplex arrangierte Stücke das Bild prägen.

### Folk-Rock (1977–1979)
Die Alben Songs from the Wood (1977), Heavy Horses (1978) und mit Einschränkungen noch Stormwatch (1979) werden oft unter dem Etikett „Folk-Rock-Phase“ zusammengefasst. Dies erscheint vordergründig aufgrund der weitgehend akustischen Instrumentierung und der Textbezüge zum Leben auf dem Land und zu Naturmythen nachvollziehbar, aber aufgrund der eigenständigen Kompositionen und der für die traditionelle Folkmusik eher untypischen Komplexität der Arrangements, vor allem auf Songs from the Wood, auch irreführend. Hinzu kam, dass ab Stormwatch auch zunehmend Politik eine textliche Rolle einnahm; so kritisierte besagtes Album die Ölförderung in der Nordsee.

### Electronic-Rock (1980–1984)
Das Folgealbum A (1980) wies mit Texten über Frühwarnanlagen und Zivilschutz Bezüge zur Atompolitik auf.
Ab 1982 war der maßgebliche Schlagzeuger der Band Doane Perry. Eine Ausnahme ist das wieder in hohem Maße polarisierende Album Under Wraps aus dem Jahr 1984. Der starke Einfluss des im Umgang mit den neuen digitalen Synthesizern versierten Keyboarders Peter-John Vettese sowie ein von Ian Anderson programmierter Drumcomputer, führten noch einmal zu einem (in Teilen) sehr komplex arrangierten Album. Es kam auf diese Weise zum Teil zu Drumtracks, die ein menschlicher Schlagzeuger kaum reproduzieren kann. Energetisch ist auch Ian Andersons Gesangsleistung, die dieser selbst in Interviews als die beste seiner Karriere bezeichnete. Fatalerweise stellten die neuen Stücke bei der anschließenden Tournee derartig hohe Anforderungen an Ian Andersons Stimmbänder, dass diese nachhaltig geschädigt wurden. Dies schränkte noch jahrelang die gesanglichen Möglichkeiten Andersons ein.

### Hard Rock (1987–1994)

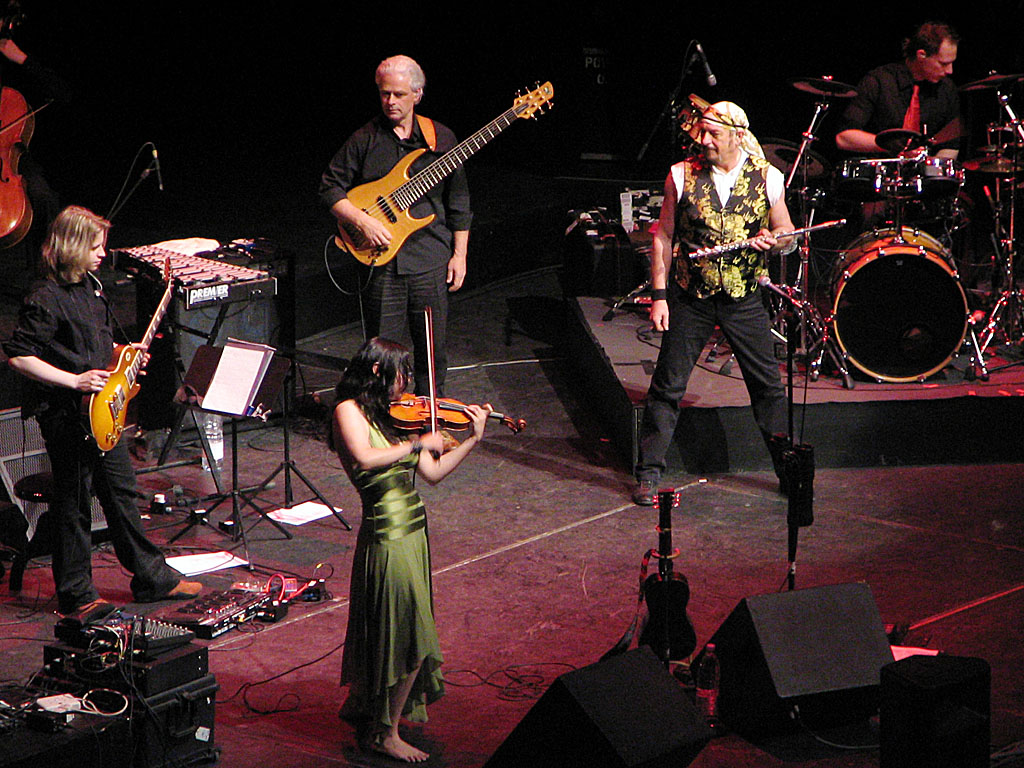
Jethro Tull 2006 bei einem Konzert in Budapest

Das nach dem geteilten Echo und den Stimmproblemen erst 1987 veröffentlichte Crest of a Knave beendete die Phase eines keyboarddominierten Sounds und rückte das eindringliche E-Gitarren-Spiel Martin Barres stärker in den Vordergrund als auf allen bisherigen Alben. 1989 gewann Jethro Tull mit diesem Album den ersten und einzigen je vergebenen Grammy in der Sparte Beste Hard-Rock-/Metal-Darbietung – Gesang oder Instrumental.

### Weltmusik-Einfluss (1995–2000)
Als das innovativste Album der 1990er Jahre wird oft Roots to Branches (1995) betrachtet. Im Gegensatz zu den Alben der frühen 1980er Jahre steht auf diesem Album Andersons Flötenspiel im Vordergrund. Es sind erstmals deutliche Einflüsse traditioneller orientalischer Musik zu hören, und erstmals verwendet Anderson bei einigen Stücken Bambus-Querflöten, deren offene Grifflöcher im Gegensatz zur Klappenmechanik der Böhm-Flöte Techniken wie Pitchbending und Glissando ermöglichen, bei denen die Tonhöhe stufenlos verändert wird. 1999 erschien das Album J-Tull Dot Com, das in den deutschen Charts Platz 14 belegte.

### Ausklang (2000–2011)
Nach dem Album Dot Com von 1999 folgte eine längere Phase von Konzerten, aber ohne Studioalben.
Ende 2003 wurde das Christmas Album veröffentlicht, für das ältere Stücke neu eingespielt wurden und neues Material passend zum Arbeitstitel geschrieben wurde.
2005 erschien das Album Ian Anderson Plays the Orchestral Jethro Tull, an dem auch David Goodier und John O’Hara sowie der Gitarrist Florian Opahle beteiligt waren. 2007 verließen der Bassist Jonathan Noyce und der Keyboarder Andrew Giddings die Band und wurden durch Goodier und O’Hara ersetzt. 2008 bis 2011 ging Jethro Tull auf „40th Anniversary Tour“ bis „43rd Anniversary Tour“.

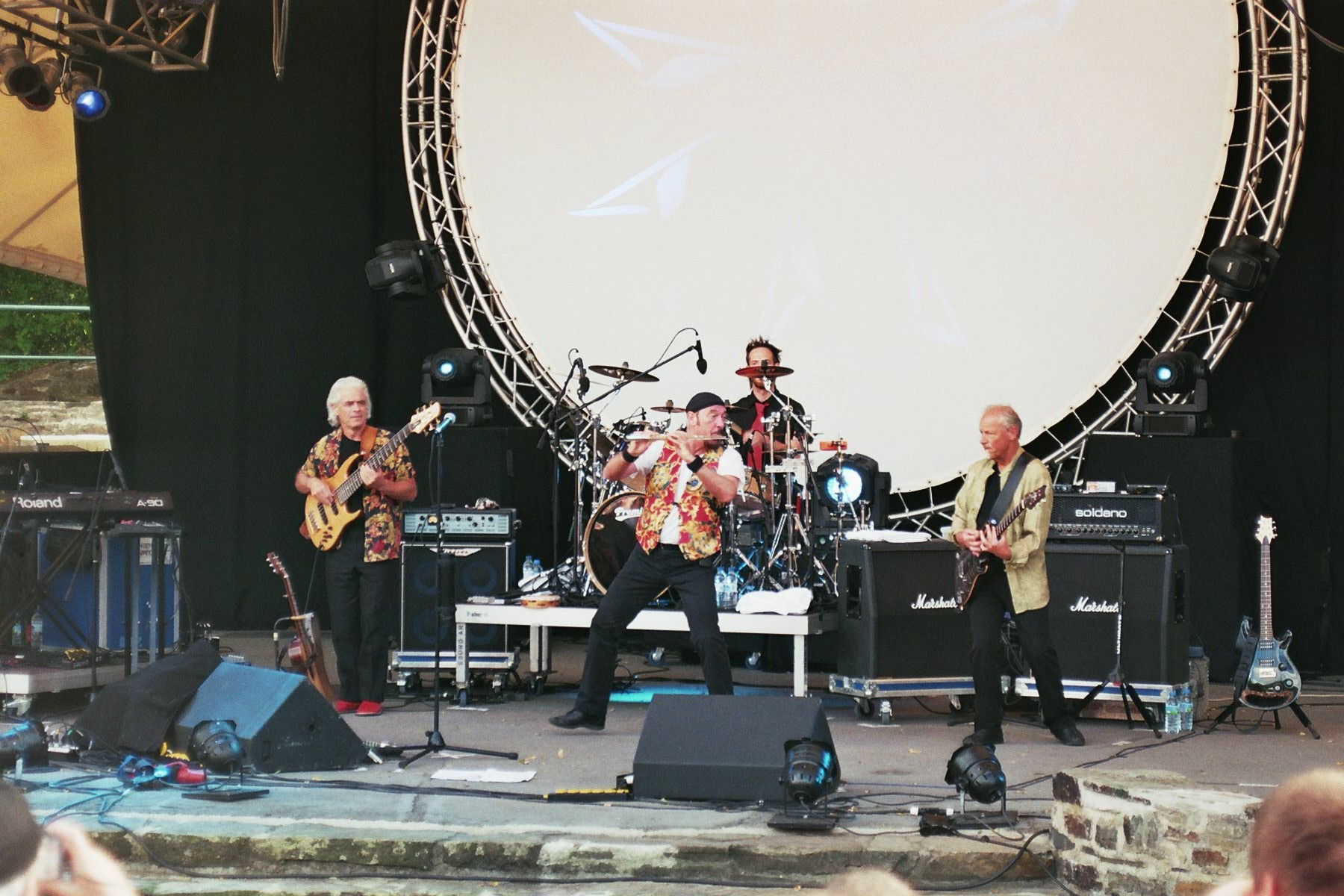
Jethro Tull Night of the Prog Lorelei, 21. Juli 2007

### Inaktivität von Jethro Tull (2012–2015)
Im Jahr 2012 verließ der langjährige Gitarrist Martin Barre die Band. Florian Opahle, der Gitarrist der zunehmend aktiveren Alternativbesetzung, hatte Barre bereits mehrmals vertreten. Barre sowie Ian Anderson tourten mit jeweils eigenen Bands, mit denen sie auch neue Studioalben einspielten, wobei auf Album-Covern und Konzertankündigungen weiterhin der Name Jethro Tull Verwendung fand.
Vierzig Jahre nach dem ersten Teil veröffentlichte Anderson im Jahr 2012 Thick as a Brick 2 – wie 1972 ein sowohl im Libretto als auch musikalisch verwobenes Konzeptalbum, das sich stilistisch zwischen den akustisch orientierten vorangegangenen Soloalben Andersons und hartem Rock bewegt. Es wurde von Anderson mit der „Ian Anderson Touring Band“ eingespielt, die auch die folgende Tournee bestritt. Ihr gehören mit Goodier und O’Hara zwei ehemalige Jethro-Tull-Mitglieder sowie Opahle, der Schlagzeuger Scott Hammond und als zusätzlicher Sänger Ryan O’Donnell an.

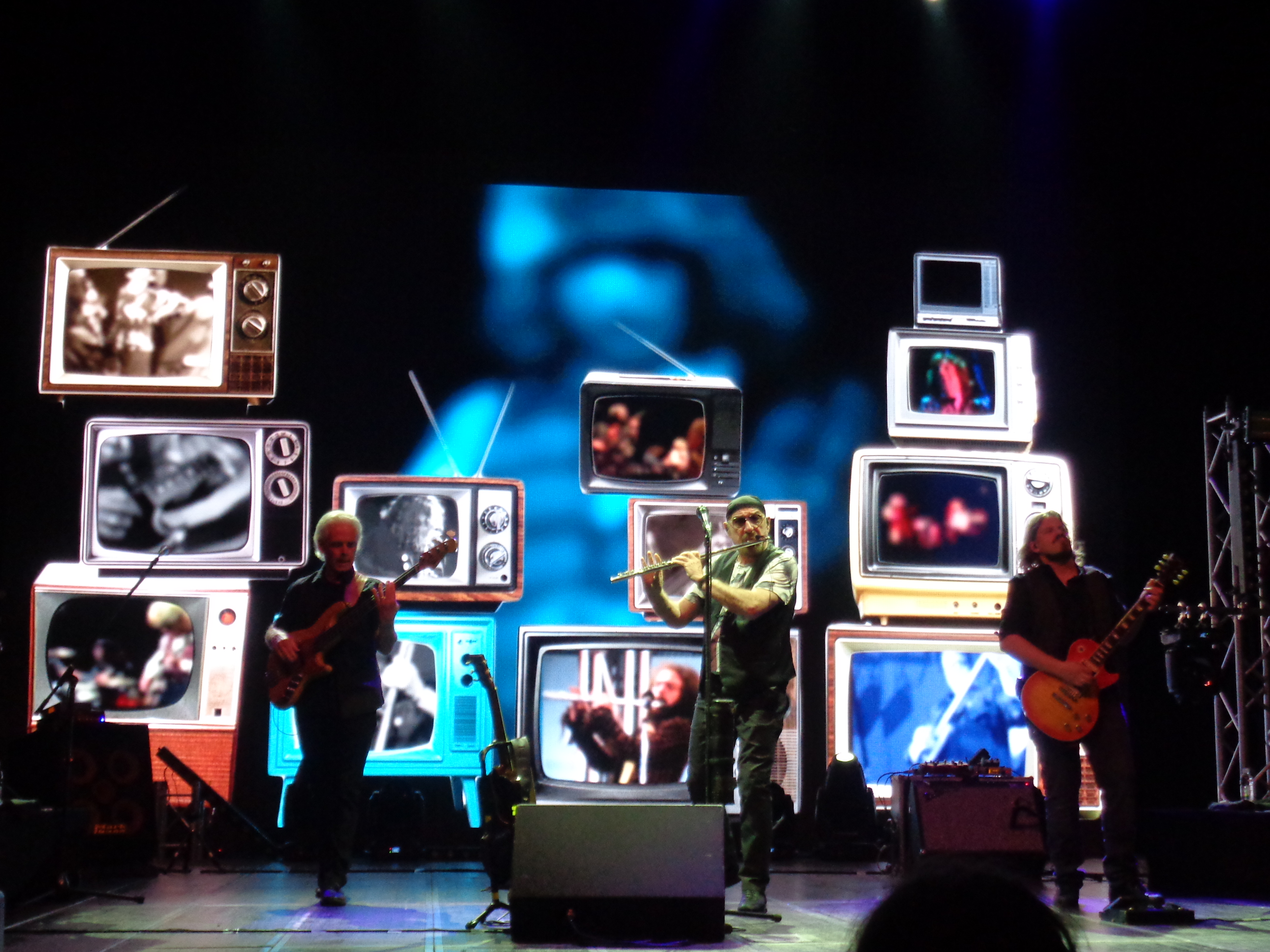
Jethro Tull beim Konzert in Zagreb am 13. Oktober 2018

2014 folgte das Konzeptalbum Homo Erraticus („Der wandernde Mensch“), das von der Vorgeschichte bis in die Zukunft prognostizierend achttausend Jahre menschlicher Migration behandelt. In den Liner Notes erklärt Anderson, dass er künftig unter eigenem Namen auftreten werde, zumal fast das gesamte Werk der Band von ihm stamme. Er verwies auch darauf, dass „Jethro Tull“ der Name eines anderen Mannes sei und die Band nur zufällig so genannt wurde.
Die Ian Anderson Touring Band tourte seit 2015 mit dem Projekt Jethro Tull – The Rock Opera, das textlich modifiziertes Tull-Repertoire und neue Rocksongs über den Namensgeber der Band mit aufwändigen Videoproduktionen auf die Bühne bringt, wobei neben dem Konzeptcharakter auch verschiedene, zum Teil über Videoeinspielungen eingewobene Gesangsrollen dem Format der Rockoper entsprechen. Zum ersten Mal war eine Sängerin dabei: die Isländerin Unnur Birna Björnsdóttir, die auch Violine spielt. Die Tour 2016 führte durch Europa und in die USA.

### Neubeginn (seit 2017)
2017 folgten Auftritte unter der Bezeichnung Jethro Tull by Ian Anderson in Australien und Neuseeland sowie in Osteuropa. Im Jahr 2018 tourte Jethro Tull anlässlich ihres 50. Jubiläums durch Europa und Nordamerika. Schwerpunkt waren die ersten 10 Jahre. In einem Interview sieht Anderson die Wiedervereinigung von Jethro Tull nicht ganz unkritisch und bezieht sich sogar direkt auf den Wikipedia-Artikel zur Band. Neuer Gitarrist war November 2019 bis Februar 2024 Joe Parrish. Die Tour 2020 wurde wegen der COVID-19-Pandemie auf 2021 verschoben. Im Januar 2022 erschien das neue Album The Zealot Gene. Im April 2023 folgte das Album RökFlöte. Hier ließ Ian Anderson Themen aus der Ragnarök und der nordischen Mythologie einfließen.

## Charakteristika der Band
Die Geschichte der Band ist durch oftmals wechselnde Besetzungen geprägt. Ian Anderson strebt es an, kompetente Musiker um sich zu scharen, die in der Lage sind, auch seine musikalischen Ideen adäquat umzusetzen – sowohl im Studio als auch auf der Bühne. Die Live-Auftritte von Jethro Tull waren dementsprechend von großer musikalischer Professionalität gekennzeichnet. Den ab 1969 bestehenden Kern von Jethro Tull bildeten Frontmann Anderson und Gitarrist Martin Barre.
Markenzeichen von Jethro Tull ist das virtuose rock-orientierte Flötenspiel des Sängers und Komponisten Ian Anderson. Zahlreiche Kompositionen sind durch die Verwendung von Molltonarten, eine starke Dynamik, häufigen Taktwechsel sowie vielfältige Synkopierung und rhythmische Verschiebungen geprägt. Allerdings gibt es bei Jethro Tull auch etliche balladeske Stücke, die aber durch einfallsreiche Instrumentierung und Phrasierung stets Tull-typische rockige Akzente erhalten. Viele der Texte Ian Andersons sind originell, teilweise skurril, und handeln bei aller Hintergründigkeit von alltäglichen Menschen und Begebenheiten.

## Bandmitglieder

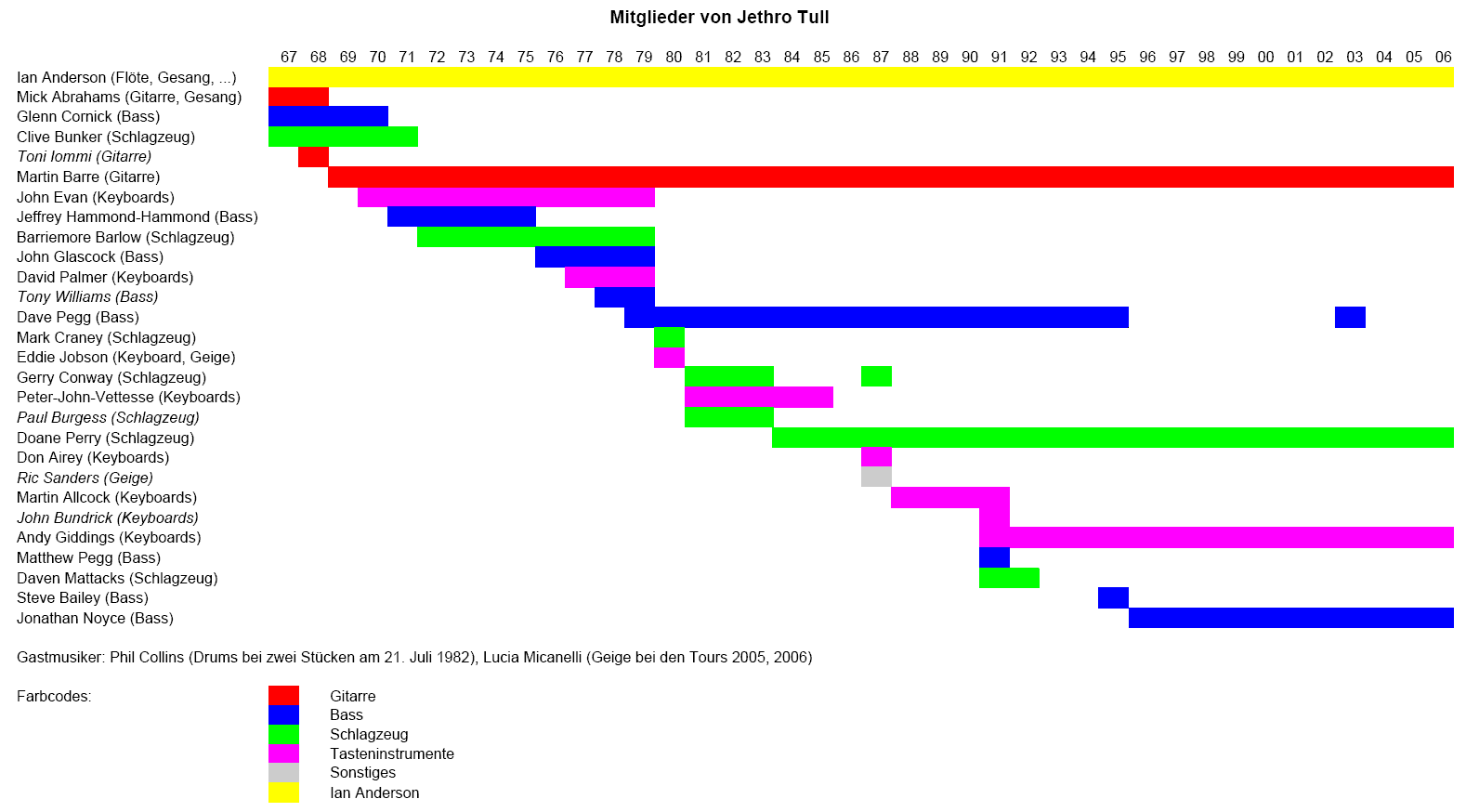
Mitglieder von Jethro Tull von 1967 bis 2006

### Gastmusiker
- Phil Collins spielte bei zwei Stücken am 21. Juli 1982 Schlagzeug
- Florian Opahle ist seit 2004 auf einigen Live-Mitschnitten zu hören und zu sehen
- Maddy Prior sang auf der LP Too Old to Rock ’n’ Roll: Too Young to Die! im Hintergrund
- Angela Allen sang ebenfalls auf Too Old to Rock ’n’ Roll: Too Young to Die! im Hintergrund
- Anna Phoebe begleitete ab 2007 einige Lieder auf der Violine[14]
- Egill Ólafsson von der isländischen Band Þursaflokkurinn sang beim Konzert am 9. Juni 2013 in der Harpa in Reykjavík bei mehreren Titeln mit und spielte bei One White Duck / 010 = Nothing at All zudem Gitarre. Außerdem wurde Brúðkaupsvísur, ein Þursaflokkurinn-Klassiker, gespielt, den Égill Ólafsson komponiert hat.

## Auszeichnungen
- Im Jahr 1989 gewann Crest of a Knave den ersten und einzigen Grammy für die beste Hard-Rock- oder Heavy-Metal-Darbietung (siehe auch: Grammy Award for Best Hard Rock/Metal Performance Vocal or Instrumental).
- Im Jahr 2005 erhielten Ian Anderson und Martin Barre eine Auszeichnung des öffentlich-rechtlichen Fernsehens der Italienischsprachigen Schweiz zur Ehrung ihrer „meisterhaften Verschmelzung von Stilen und Werten traditioneller Musik mit zeitgenössischem Rock“.[15]
- Im Jahr 2006 erhielt Ian Anderson von der British Academy of Composers and Songwriters den Ivor Novello Award, eine Auszeichnung für herausragende Komponisten und Autoren im Bereich der nichtklassischen Musik.
- Im Jahr 2008 wurde Ian Anderson für seine musikalischen Verdienste zum Member of the Order of the British Empire ernannt.[16]
- Im Jahr 2013 erhielt Ian Anderson bei den Progressive Music Awards den Titel Prog God.[17]

## Diskografie
Studioalben

| Jahr | Titel                                       | Höchstplatzierung, Gesamtwochen, AuszeichnungChartplatzierungen (Jahr, Titel, Platzierungen, Wochen, Auszeichnungen, Anmerkungen) | Höchstplatzierung, Gesamtwochen, AuszeichnungChartplatzierungen (Jahr, Titel, Platzierungen, Wochen, Auszeichnungen, Anmerkungen) | Höchstplatzierung, Gesamtwochen, AuszeichnungChartplatzierungen (Jahr, Titel, Platzierungen, Wochen, Auszeichnungen, Anmerkungen) | Höchstplatzierung, Gesamtwochen, AuszeichnungChartplatzierungen (Jahr, Titel, Platzierungen, Wochen, Auszeichnungen, Anmerkungen) | Höchstplatzierung, Gesamtwochen, AuszeichnungChartplatzierungen (Jahr, Titel, Platzierungen, Wochen, Auszeichnungen, Anmerkungen) | Anmerkungen |
| Jahr | Titel                                       | DE | AT | CH | UK | US | Anmerkungen |
| ---- | ------------------------------------------- | --- | --- | --- | --- | --- | --- |
| 1968 | This Was                                    | DE28 (1 Wo.)DE | — | — | UK10 (17 Wo.)UK | US62 (17 Wo.)US | Erstveröffentlichung: 25. Oktober 1968 in DE 2018 in der 50th Anniversary Edition in den Charts                                                                  |
| 1969 | Stand Up                                    | DE5 (36 Wo.)DE | — | — | UK1 Silber · (29 Wo.)UK | US20 Gold · (40 Wo.)US | Erstveröffentlichung: 25. Juli 1969 |
| 1970 | Benefit                                     | DE5 (9 Wo.)DE | AT30 (1 Wo.)AT | CH23 (1 Wo.)CH | UK3 (14 Wo.)UK | US11 Gold · (41 Wo.)US | Erstveröffentlichung: 20. April 1970 in AT und CH Erst- und in DE Wiedereinstieg 2021 in der 50th Anniversary Edition                                            |
| 1971 | Aqualung                                    | DE5 Gold · (34 Wo.)DE | AT60 (1 Wo.)AT | — | UK4 Gold · (23 Wo.)UK | US7 ×3Dreifachplatin · (76 Wo.)US                                                                                                 | Erstveröffentlichung: 19. März 1971 Platz 337 der Rolling-Stone-500 1996 als 25th Anniversary Edition und 2011 als 40th Anniversary Edition wiederveröffentlicht |
| 1972 | Thick as a Brick                            | DE2 (27 Wo.)DE | — | CH70 (1 Wo.)CH | UK5 (14 Wo.)UK | US1 Gold · (46 Wo.)US | Erstveröffentlichung: 3. Februar 1972 in CH 2022 in der 50th Anniversary Edition erstmals in den Charts                                                          |
| 1973 | A Passion Play                              | DE5 (21 Wo.)DE | AT4 (16 Wo.)AT | — | UK16 Silber · (7 Wo.)UK | US1 Gold · (32 Wo.)US | Erstveröffentlichung: 13. Juli 1973 |
| 1974 | War Child                                   | DE27 (12 Wo.)DE | — | — | UK14 (4 Wo.)UK | US2 Gold · (31 Wo.)US | Erstveröffentlichung: 14. Oktober 1974 |
| 1975 | Minstrel in the Gallery                     | DE30 (12 Wo.)DE | AT7 (4 Wo.)AT | — | UK20 Silber · (6 Wo.)UK | US7 Gold · (14 Wo.)US | Erstveröffentlichung: 5. September 1975 Wiederveröffentlichung 2015                                                                                              |
| 1976 | Too Old to Rock ’n’ Roll: Too Young to Die! | DE26 (16 Wo.)DE | AT10 (4 Wo.)AT | — | UK25 (10 Wo.)UK | US14 (21 Wo.)US | Erstveröffentlichung: 23. April 1976 |
| 1977 | Songs from the Wood                         | DE10 (7 Wo.)DE | AT23 (8 Wo.)AT | CH45 (1 Wo.)CH | UK13 Silber · (12 Wo.)UK | US8 Gold · (22 Wo.)US | Erstveröffentlichung: 11. Februar 1977 |
| 1978 | Heavy Horses                                | DE4 (16 Wo.)DE | AT18 (17 Wo.)AT | CH30 (1 Wo.)CH | UK20 Silber · (11 Wo.)UK | US19 Gold · (17 Wo.)US | Erstveröffentlichung: 10. April 1978 |
| 1979 | Stormwatch                                  | DE8 (10 Wo.)DE | AT46 (1 Wo.)AT | CH42 (1 Wo.)CH | UK27 (4 Wo.)UK | US22 Gold · (17 Wo.)US | Erstveröffentlichung: 14. September 1979 |
| 1980 | A                                           | DE11 (15 Wo.)DE | AT10 (8 Wo.)AT | CH18 (1 Wo.)CH | UK25 (6 Wo.)UK | US30 (12 Wo.)US | Erstveröffentlichung: 29. August 1980 |
| 1982 | The Broadsword and the Beast                | DE4 (32 Wo.)DE | AT18 (4 Wo.)AT | CH15 (1 Wo.)CH | UK27 Silber · (20 Wo.)UK | US19 (12 Wo.)US | Erstveröffentlichung: 9. April 1982 |
| 1984 | Under Wraps                                 | DE15 (10 Wo.)DE | — | CH9 (7 Wo.)CH | UK18 (5 Wo.)UK | US76 (12 Wo.)US | Erstveröffentlichung: 7. September 1984 |
| 1987 | Crest of a Knave                            | DE10 (16 Wo.)DE | AT19 (4 Wo.)AT | CH7 (9 Wo.)CH | UK19 Gold · (10 Wo.)UK | US32 Gold · (28 Wo.)US | Erstveröffentlichung: 11. September 1987 Grammy (Hard-Rock-Album)                                                                                                |
| 1989 | Rock Island                                 | DE5 (15 Wo.)DE | AT20 (2 Wo.)AT | CH7 (9 Wo.)CH | UK18 Silber · (6 Wo.)UK | US56 (18 Wo.)US | Erstveröffentlichung: 21. August 1989 |
| 1991 | Catfish Rising                              | DE21 (12 Wo.)DE | AT36 (5 Wo.)AT | CH12 (7 Wo.)CH | UK27 (3 Wo.)UK | US88 (5 Wo.)US | Erstveröffentlichung: 10. September 1991 |
| 1995 | Roots to Branches                           | DE55 (7 Wo.)DE | — | CH25 (5 Wo.)CH | UK20 (4 Wo.)UK | US114 (1 Wo.)US | Erstveröffentlichung: 4. September 1995 |
| 1999 | J-Tull Dot Com                              | DE15 (5 Wo.)DE | — | CH50 (1 Wo.)CH | UK44 (2 Wo.)UK | US161 (1 Wo.)US | Erstveröffentlichung: 23. August 1999 |
| 2022 | The Zealot Gene                             | DE4 (7 Wo.)DE | AT5 (5 Wo.)AT | CH3 (5 Wo.)CH | UK9 (1 Wo.)UK | — | Erstveröffentlichung: 28. Januar 2022 |
| 2023 | RökFlöte                                    | DE4 (4 Wo.)DE | AT4 (2 Wo.)AT | CH3 (3 Wo.)CH | UK17 (1 Wo.)UK | — | Erstveröffentlichung: 21. April 2023 |
| 2025 | Curious Ruminant                            | DE2 (3 Wo.)DE | AT4 (3 Wo.)AT | CH5 (3 Wo.)CH | UK25 (1 Wo.)UK | — | Erstveröffentlichung: 7. März 2025 |

grau schraffiert: keine Chartdaten aus diesem Jahr verfügbar